# Coupe du monde de saut d'obstacles 2017-2018
Navigation
Édition précédente Édition suivante
La coupe du monde de saut d'obstacles 2017-2018 est la 40e édition de la coupe du monde de saut d'obstacles organisée par la FEI. La finale se tiendra dans la capitale française : Paris.

## Ligues

### Ligue d'Europe de l'Ouest
| Ville     | Pays        | Début             | Fin              | Vainqueur                                  |
| --------- | ----------- | ----------------- | ---------------- | ------------------------------------------ |
| Oslo      | Norvège     | 12 octobre 2017   | 15 octobre 2017  | Daniel Deusser sur Cornet 39               |
| Helsinki  | Finlande    | 19 octobre 2017   | 22 octobre 2017  | Jur Vrieling sur Glasgow                   |
| Vérone    | Italie      | 26 octobre 2017   | 29 octobre 2017  | Maikel van der Vleutensur VDL Groep Verdi  |
| Lyon      | France      | 1er novembre 2017 | 5 novembre 2017  | Simon Delestre sur Hermès Ryan             |
| Stuttgart | Allemagne   | 15 novembre 2017  | 19 novembre 2017 | Steve Guerdat sur Hannah                   |
| Madrid    | Espagne     | 23 novembre 2017  | 26 novembre 2017 | Roger-Yves Bost sur Sydney Une Prince      |
| La Coruña | Espagne     | 8 décembre 2017   | 10 décembre 2017 | Edwina Tops-Alexander sur California       |
| Londres   | Royaume-Uni | 12 décembre 2017  | 18 décembre 2017 | Julien Épaillard sur Toupie De La Roque    |
| Malines   | Belgique    | 26 décembre 2017  | 30 décembre 2017 | Harrie Smolders sur Zinius                 |
| Leipzig   | Allemagne   | 18 janvier 2018   | 21 janvier 2018  | Christian Ahlmann sur Taloubet Z           |
| Zurich    | Suisse      | 26 janvier 2018   | 28 janvier 2018  | Stephanie Holmén sur Flip's Little Sparrow |
| Bordeaux  | France      | 1er février 2018  | 4 février 2018   | Pieter Devos sur Espoir                    |
| Göteborg  | Suède       | 21 février 2018   | 25 février 2018  | Henrik von Eckermann sur Mary Lou 194      |

### Ligue d'Europe centrale

#### Sous-ligue du Nord
| Ville             | Pays               | Début            | Fin               | Vainqueur |
| ----------------- | ------------------ | ---------------- | ----------------- | --------- |
| Lisnyky           | Ukraine            | 7 juin 2017      | 11 juin 2017      |           |
| Moscou            | Russie             | 15 juin 2017     | 18 juin 2017      |           |
| Olomouc           | République tchèque | 22 juin 2017     | 25 juin 2017      |           |
| Saint-Pétersbourg | Russie             | 29 juin 2017     | 2 juillet 2017    |           |
| Zagare            | Lituanie           | 13 juillet 2017  | 16 juillet 2017   |           |
| Riga              | Lettonie           | 27 juillet 2017  | 30 juillet 2017   |           |
| Bratislava        | Slovaquie          | 4 août 2017      | 6 août 2017       |           |
| Tallinn           | Estonie            | 31 août 2017     | 3 septembre 2017  |           |
| Pezinok           | Slovaquie          | 8 septembre 2017 | 10 septembre 2017 |           |
| Tallinn           | Estonie            | 6 octobre 2017   | 8 octobre 2017    |           |
| Siauliai          | Lituanie           | 12 octobre 2017  | 15 octobre 2017   |           |
| Leszno            | Pologne            | 2 novembre 2017  | 5 novembre 2017   |           |
| Poznań            | Pologne            | 30 novembre 2017 | 3 décembre 2017   |           |

#### Sous-ligue du Sud
| Ville       | Pays     | Début        | Fin            | Vainqueur |
| ----------- | -------- | ------------ | -------------- | --------- |
| Bábolna     | Hongrie  | 16 juin 2017 | 18 juin 2017   |           |
| Bojourichte | Bulgarie | 30 juin 2017 | 2 juillet 2017 |           |

#### Finale de la ligue
| Ville   | Pays | Début | Fin | Vainqueur |
| ------- | ---- | ----- | --- | --------- |
| À venir |      |       |     |           |

### Ligue nord-américaine (côte Est)
| Ville       | Pays       | Début             | Fin               | Vainqueur |
| ----------- | ---------- | ----------------- | ----------------- | --------- |
| Bromont     | Canada     | 2 août 2017       | 6 août 2017       |           |
| North Salem | États-Unis | 13 septembre 2017 | 17 septembre 2017 |           |
| Washington  | États-Unis | 24 octobre 2017   | 29 octobre 2017   |           |
| Lexington   | États-Unis | 31 octobre 2017   | 5 novembre 2017   |           |
| Toronto     | Canada     | 6 novembre 2017   | 11 novembre 2017  |           |
| Wellington  | États-Unis | 31 janvier 2018   | 4 février 2018    |           |
| Ocala       | États-Unis | 14 mars 2018      | 18 mars 2018      |           |

### Ligue nord-américaine (Côte Ouest)
| Ville          | Pays       | Début            | Fin              | Vainqueur |
| -------------- | ---------- | ---------------- | ---------------- | --------- |
| Langley        | Canada     | 23 août 2017     | 27 août 2017     |           |
| Rancho Murieta | États-Unis | 3 octobre 2017   | 8 octobre 2017   |           |
| Del Mar        | États-Unis | 18 octobre 2017  | 22 octobre 2017  |           |
| Calgary        | Canada     | 24 octobre 2017  | 29 octobre 2017  |           |
| Las Vegas      | États-Unis | 14 novembre 2017 | 19 novembre 2017 |           |
| Guadalajara    | Mexique    | 31 janvier 2018  | 4 février 2018   |           |
| Thermal        | États-Unis | 6 février 2018   | 11 février 2018  |           |

### Ligue sud-américaine (Nord)
| Ville   | Pays      | Début            | Fin               | Vainqueur |
| ------- | --------- | ---------------- | ----------------- | --------- |
| Bogota  | Colombie  | 22 juin 2017     | 26 juin 2017      |           |
| Bogota  | Colombie  | 6 septembre 2017 | 10 septembre 2017 |           |
| Caracas | Venezuela | 13 octobre 2017  | 15 octobre 2017   |           |
| Caracas | Venezuela | 20 octobre 2017  | 22 octobre 2017   |           |

## Finale
| Ville | Pays   | Début         | Fin           | Vainqueur                      |
| ----- | ------ | ------------- | ------------- | ------------------------------ |
| Paris | France | 10 avril 2018 | 15 avril 2018 | Beezie Madden sur Breitling LS |